# Таёжинский сельсовет
Таёжинский сельсовет — упразднённые административно-территориальная единица и муниципальное образование (сельское поселение) в Кежемском районе Красноярского края.
Административный центр — посёлок Таёжный.
Законом Красноярского края от 7 июня 2018 года № 5-1708 Таёжинский сельсовет был упразднён, его территория включена в состав межселенной территории.
Законом Красноярского края от 8 июля 2021 года № 11-5306 упразднена соответствующая административно-территориальная единица с передачей посёлка в межселенную территорию.

## Население
| 2010 | 2012 | 2013 | 2014 | 2015 | 2016 | 2017 |
| ---- | ---- | ---- | ---- | ---- | ---- | ---- |
| 286  | ↘263 | ↘248 | ↘237 | ↘231 | ↘165 | ↘0   |

## Состав сельского поселения
В состав сельского поселения входил один населённый пункт — посёлок Таёжный.
Распоряжением Совета Администрации Красноярского края от 28 января 2005 года № 145-р была упразднена деревня Алёшкино.

## Местное самоуправление
Таежинский сельский Совет депутатов
Дата избрания: 14.03.2010. Срок полномочий:4 года. Количество депутатов: 7
Глава муниципального образования
- Панов Петр Львович. Дата избрания: 14.03.2010. Срок полномочий:4 года